# Volo All Nippon Airways 60
ll volo All Nippon Airways 60 era un volo di linea della All Nippon Airways tra l'aeroporto di Shin-Chitose e l'aeroporto di Haneda; il 4 febbraio 1966 tale tratta fu coperta da un Boeing 727-81.
Per cause che non sono mai state chiarite completamente, il 727 cadde nella baia di Tokyo a circa 10 km dall'aeroporto di Haneda.
Molti dei passeggeri erano di ritorno dal tradizionale festival della neve di Sapporo. All'epoca fu il più grave incidente aereo mai avvenuto.

## L'aereo
Il velivolo coinvolto nell'incidente era un Boeing 727-81 con numero di registrazione JA8302 e C/N 18822 consegnato alla compagnia nel marzo del 1965.

## L'incidente
Il decollo dall'aeroporto di Shin-Chitose, verso le 18:00, e la crociera verso Tokyo si svolsero senza che i piloti riportassero ai controllori di volo alcuna anomalia. Alle 19:00, giunto nelle prossimità dell'aeroporto di Haneda, il comandante riferì alla torre di controllo di voler effettuare un avvicinamento a vista. Poco dopo, il Boeing scomparve dagli schermi radar.
Alcuni paesani lungo la costa e il pilota di un altro aereo videro delle fiamme in cielo.
Iniziarono così le operazioni di ricerca che coinvolsero le forze armate ed alcuni pescatori.
La coda del velivolo, compresi due dei tre motori e gli stabilizzatori verticale ed orizzontale vennero recuperati quasi intatti, mentre il resto si era praticamente disintegrato nell'impatto con l'acqua. Il bilancio delle 133 vittime rese l'incidente il peggiore al mondo dell'epoca, nonché il secondo peggior incidente aereo dopo la collisione a mezz'aria di New York del 1960. Il numero delle vittime su un singolo aereo sarebbe stato infine superato quando un Lockheed C-130B Hercules venne abbattuto nel maggio 1968, uccidendo 155 persone, seguito dal volo Japan Airlines 123 che si schiantò 19 anni dopo fuori Tokyo, uccidendo 520 persone.

## Le indagini
Per accertare le cause dell'incidente venne nominata una commissione di inchiesta presieduta dal governo giapponese. Gli unici elementi su cui poterono fare affidamento gli investigatori furono i resti del velivolo e le comunicazioni radio con la torre di controllo. Al momento non era obbligatorio per gli aerei commerciali giapponesi avere installati dispositivi di registrazione dei dati di volo o delle comunicazioni (CVR o FDR). In base ai pochi dati a disposizione la commissione di inchiesta non poté determinare come mai il Boeing, durante la fase di avvicinamento a Haneda, in condizioni meteo favorevoli, precipitò.
L'esame dei detriti rivelò che il 727 aveva toccato l'acqua intatto. Un'ipotesi è che i piloti avessero perso l'orientamento durante la fase di avvicinamento a vista, inducendoli ad abbassare il loro velivolo troppo velocemente e facendoli schiantare in acqua.

## Conseguenze
L'incidente del volo ANA 60 è uno dei quattro incidenti che hanno coinvolto voli di linea in Giappone nel 1966. Questo generò un clima di sfiducia tra i passeggeri e sia la Japan Airlines che la All Nippon Airways dovettero cancellare alcuni voli interni a causa della riduzione della domanda.
Successivamente alle investigazioni venne emanata una direttiva che obbligava tutti i velivoli passeggeri che operavano in Giappone ad essere dotati di scatole nere.